# Yōsuke Miyaji
Yōsuke Miyaji (japanisch 宮路 洋輔 Miyaji Yōsuke; * 12. Juni 1987 in der Präfektur Miyazaki) ist ein ehemaliger japanischer Fußballspieler und heutiger Fußballtrainer.

## Karriere

### Spieler
Miyaji erlernte das Fußballspielen in der Schulmannschaft der Hosho High School und der Universitätsmannschaft der Fukuoka-Universität. Seinen ersten Vertrag unterschrieb er 2010 bei Avispa Fukuoka. Der Verein spielte in der zweithöchsten Liga des Landes, der J2 League. Am Ende der Saison 2010 stieg der Verein in die J1 League auf. Am Ende der Saison 2011 stieg der Verein wieder in die J2 League ab. Für den Verein absolvierte er 22 Ligaspiele. 2013 wechselte er zum Drittligisten Honda Lock SC. Ende 2019 beendete er seine Karriere als Fußballspieler.

### Trainer
Am 1. Februar 2020 unterschrieb er bei seinem ehemaligen Verein, dem Viertligisten Honda Lock SC, einen Vertrag als Co-Trainer. Anfang Juni 2020 übernahm er bei Honda Lock Amt des Cheftrainers.